# 3290 Azabu
3290 Azabu је астероид са средњом удаљеношћу од Сунца која износи 3,968 астрономских јединица (АЈ).
Апсолутна магнитуда астероида је 11,8.